# Якуб Струсь
Якуб Струсь гербу Корчак (пол. Jakub Struś, 1490—1520) — шляхтич, військовик, урядник Королівства Польського. Представник спольщеного українського роду Струсів.

## Життєпис
Ротмістр, довго разом воював з Миколаєм та Марціном Каменецькими. Одружився близько 1510 року, дружина — Маргарита Кердей з Оринина. Загинув 1520 року у битві під Вороновом, коли був далеко від табору зненацька оточений татарами, яких переслідував. Якуб Струсь — батько Станіслава Струся. На честь Якуба Струся був складений жалобний вірш «Плачі Якубові Струсові, старості Хмільницькому, загиблому за вітчизну від рук татар, з жалем написані» (автор М. Коберніцкий):
|  | Геть відійди від мене, веселий лютнисте, А підійди до мене з кобзою, жалібний кобзарю. Зіграй мені думу смутну про загиблого Струся… Починайте про нього пісні, нехай його слава Про вічні часи ніде не загине» |

Адам Бонецький стверджував, що вдова Якуба Струся за дозволом короля в 1520 році відпродала Хмільницьке староство відомому вояку Предславу Лянцкоронському.